# Maurice Secretin
Maurice Secretin (Nieuwerkerken, 10 december 1928 - Sint-Truiden, 21 januari 2017) was een Belgische politicus voor de CVP. Hij was burgemeester van Nieuwerkerken 

## Levensloop
Secretin werd na de gemeenteraadsverkiezingen van 1964 burgemeester van Nieuwerkerken. Hij bleef dit tot hij in 1982 de verkiezingen verloor van de lijst Gemeentebelangen van Louis Germeys. Hij stapte toen uit de politiek.
Hij was van opleiding elektricien en had een winkel in huishoudtoestellen.